# Sara Radošević
 (novembre 2023).
Si vous disposez d'ouvrages ou d'articles de référence ou si vous connaissez des sites web de qualité traitant du thème abordé ici, merci de compléter l'article en donnant les références utiles à sa vérifiabilité et en les liant à la section « Notes et références ».
Sara Radošević est une joueuse croate de volley-ball née le 23 février 1986 à Zagreb. Elle mesure 1,82 m et joue réceptionneuse-attaquante.

## Clubs
- 2010-2011 : ES Le Cannet-Rocheville, France

## Palmarès
- Coupe de France
  - Finaliste :  2011